# Articulatie (muziek)
Articulatie in de muziek is de wijze waarop muzieknoten tot klank worden gebracht. Het heeft net als articulatie in de spraak te maken met de "dictie" van een enkele toon en met de manier waarop opeenvolgende tonen met elkaar verbonden worden. De articulatie kan bij vele instrumenten worden toegepast. 
De klinkende lengte van de toon ten opzichte van de genoteerde toon wordt door middel van articulatietekens duidelijk gemaakt. De afbeelding hieronder geeft daar een voorbeeld van. Daarbij speelt ook de aanzet van de toon een rol: een scherpere aanzet geeft een meer geprononceerde articulatie.

## Duurarticulatie
De volgende tekens beïnvloeden de tijdsduur van de muzieknoot:
| Naam          | Symbool | Betekenis                                             |
| ------------- | ------- | ----------------------------------------------------- |
| staccatissimo | \|      | zo kort mogelijk                                      |
| staccato      | .       | kort                                                  |
| non-legato    | -       | benadrukking, langer dan 'normaal', net niet gebonden |

## Dynamische articulatie
De volgende tekens beïnvloeden de sterkte van de noot:
| Naam    | Symbool | Betekenis                   |
| ------- | ------- | --------------------------- |
| tenuto  | -       | benadrukking, iets aangezet |
| accent  | >       | sterk                       |
| marcato | ^       | maximaal aangezet           |